# 图尔南
图尔南（法語：Tournan，法語發音：[tuʁnɑ̃]）是法国热尔省的一个市镇，位于该省东南部，属于欧什区。

## 地理
图尔南（43°25'54"N, 0°47'3"E）面积12.56 平方千米，位于法国奧克西塔尼大區热尔省，该省份为法国西南部内陆省份，北起顺时针与洛特-加龙省、塔恩-加龙省、上加龙省、上比利牛斯省、大西洋比利牛斯省和朗德省接壤。
与图尔南接壤的市镇（或旧市镇、城区）包括：萨巴扬、阿斯塔拉克自由城、布瓦塞德、莫拉、卡代扬、锡莫尔、利勒昂多东。

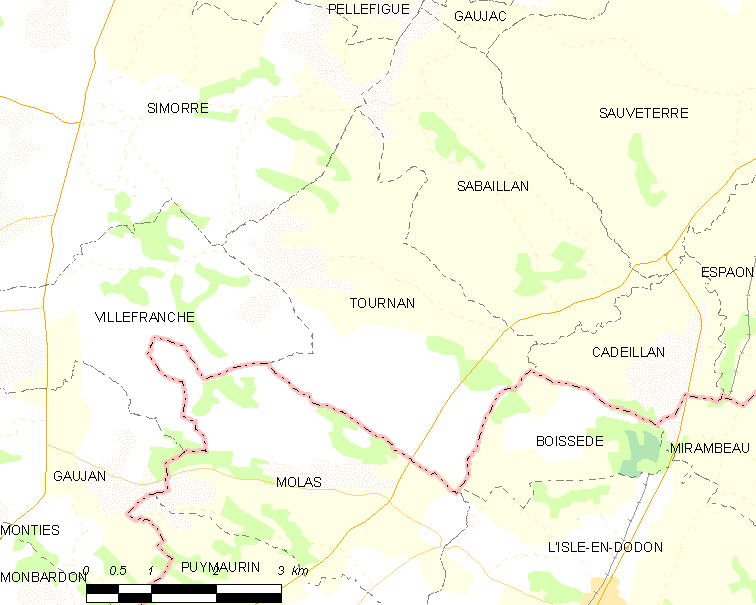
图尔南的OSM定位图

图尔南的时区为UTC+01:00、UTC+02:00（夏令时）。

## 行政
图尔南的邮政编码为32420，INSEE市镇编码为32451。

## 政治
图尔南所属的省级选区为萨沃河谷县。

## 人口

1962-2008年间图尔南人口变化图示

图尔南于2022年1月1日时的人口数量为178人。